# Rusophycus
Rusophycus je fosilna sled ihnoroda  (fosilni zapis gibanja organizmov, namesto fosilnih ostankov samih organizmov), ki je povezan s fosilnimi sledmi Cruziana. Rusophycus predstavlja sled, ki nastane, ko organizem miruje, medtem ko Cruziana nastane, ko se organizem premika. Reliefna oblika Rusophycusa lahko razkrije približno število nog organizma, čeprav se lahko praskaste sledi posameznih nog prekrivajo ali ponavljajo.
Tako Rusophycus kot Cruziana sta običajno povezana s trilobiti, vendar pa lahko sledi ustvarijo tudi drugi členonožci. Rusophycus je znan iz sedimentov iz najzgodnejšega kambrijskega obdobja (nekoliko pred pojavom fosilov trilobitov) in iz triasa (po permskem izumrtju trilobitov), kar kaže, da so te sledi lahko ustvarjali tudi drugi organizmi.